# Iago omanensis
Iago omanensis é uma espécie de  tubarão da família Triakidae. Pode ser encontrado em plataformas continentais profundas, no oeste do Oceano Índico, desde o Mar Vermelho, o Golfo de Aqaba e o Golfo de Omã, até ao Paquistão e sudoeste da Índia, entre as latitudes 30° N e 10° N e em profundidades entre os 110 e os 2.200 metros. Tem um comprimento até 50 cm.
Alimentação de peixes ósseos e de cefalópodes. O dimorfismo sexual relacionado com tamanho, existe. É utilizado para consumo humano.
Tem uma coloração dorsal castanha ou cinzenta, mais clara ventralmente. As barbatanas dorsais e caudais podem ter pontas de cor preta.
A reprodução é vivípara, com 2-10 crias nascendo em cada época de reprodução.